# Mikael Almqvist
Mikael Almqvist, född 8 januari 1964, är en svensk skådespelare.
Almqvist har bland annat medverkat i TV-serien We Got This från 2020. Han har även medverkat i filmerna Klassfesten från 2002 och Gryning från 2019.

## Filmografi (i urval)
- 2002 – Klassfesten
- 2012 – Äkta människor (TV-serie)
- 2019 – Gryning
- 2019 – Revansch (TV-serie)
- 2020 – We Got This (TV-serie)
- 2020 – Top Dog (TV-serie)
- 2022 – Beck – Den gråtande polisen (TV-serie)
- 2023 – Shadow Island
- 2024 – Allt och Eva (TV-serie)